# 朔望

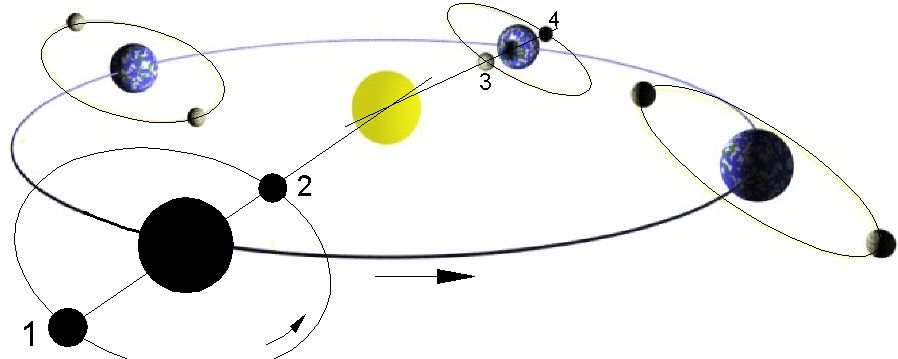
食會發生在朔望（數字 1、2、3、4）。

朔望（syzygy，/ˈsɪzədʒi/ SIZ-ə-jee; 來自古希臘語 συζυγία (suzugía)，意即：“聯合，軛”）是一個引力系統中三個或三個以上天體的大致成直線的構型。
這個詞經常用於指太陽、地球，以及月球或行星，其中後兩者在合或衝的位置中。太陽和月球的食發生在朔望（syzygy）的時刻，如凌和掩星也是一樣。當從地球看太陽和月球在一條線上（朔或相對的望）時，這個詞經常被使用。
當地球是其中一個物體時，其它物體在天空中看起來會很靠近（或重疊）。

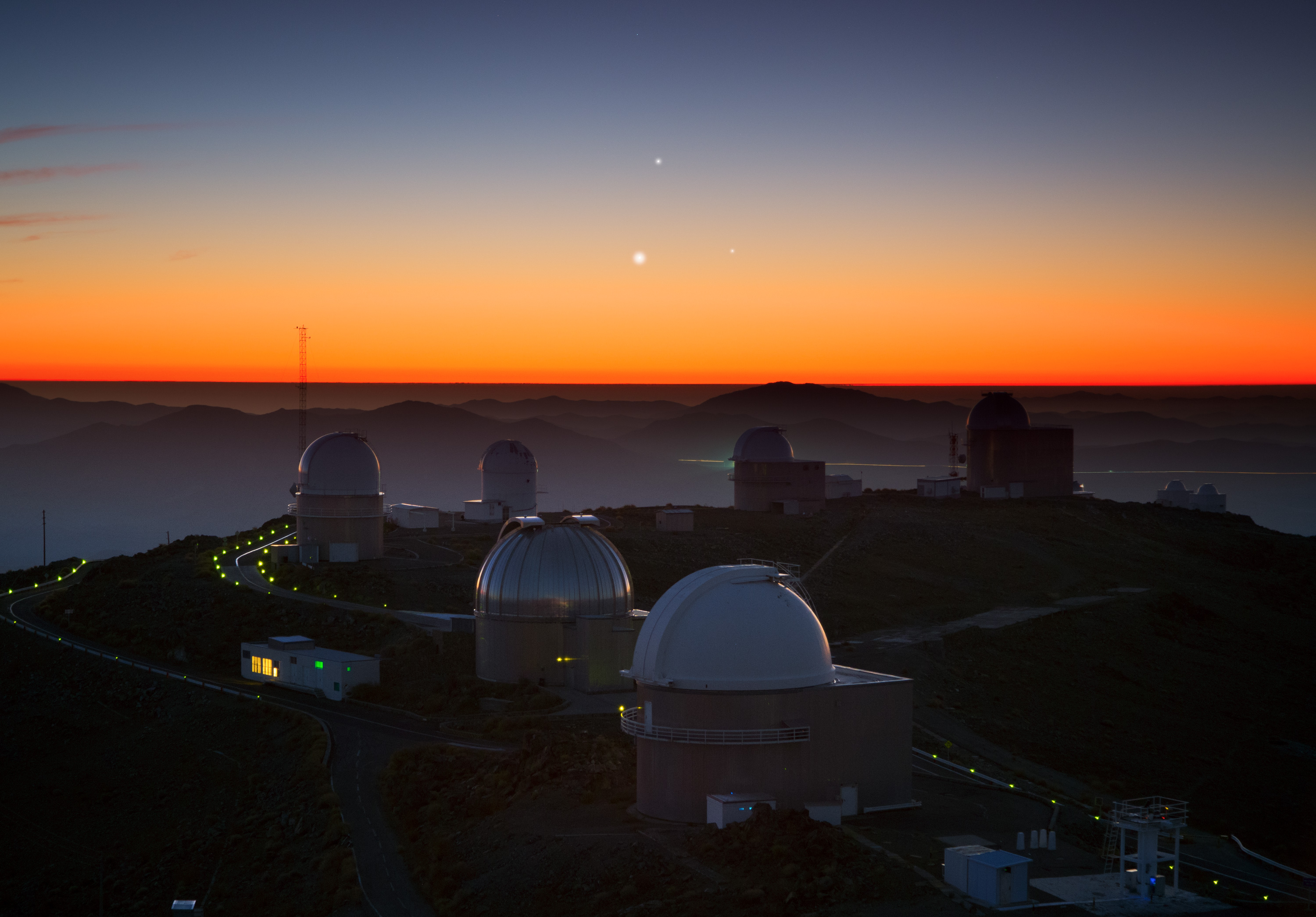
在智利拉西拉天文台於2013年5月26日看見的木星（上）、金星（中）和水星（右下）。

## 主要類型
合與衝有時會導致掩星、凌日或日食。
- 掩星是當一個明顯較大的物體從一個明顯較小的物體前面經過時發生。
- 凌在一個小天體經過大天體的前方時發生。
  - 在較小天體有規律地凌較大天體的組合情况下，掩星也被稱為二次食。
- 當一個物體完全或部分從視野中消失時，就會發生食，無論是由於掩星，如日食，還是由於進入另一個物體的陰影，如月食（兩者都列在 NASA的食頁面上 （页面存档备份，存于））。

## 結果

### 愛因斯坦環
由於電磁射線受到引力的影響，當它們經過大質量物體時，它們會彎曲。因此，大質量物體充當了引力透鏡的一種形式。如果光源、引力質量和觀察者站在一條線上，人們就會看到所謂的愛因斯坦環。 

### 潮汐變化
朔與望導致每兩週一次的大潮（spring tide）和 小潮（neap tide）的潮汐現象。它們的潮汐力起到相互加強的作用，海洋比平均水準上升得更高，下降得更低。相反的，在上弦和下弦，太陽和月亮成直角，它們的潮汐力相互抵消，潮汐範圍小於平均水準。潮汐變化也可以在地殼中測量，這些“地球潮汐”影響潮汐引發地震。

## 外星的案例
「syzygy」這個詞通常用於描述天文物體的有趣配置。例如，在 1894 年 3 月 21 日 23：00 左右 GMT 發生一個這樣的案例：當時從金星上看到水星從太陽前方經過，而從土星可以看見水星和金星同時都從太陽前方經過。

好奇號在火星上看到的水星凌日（2014年6月3日）。

在2014年6月3日，在火星上的好奇號觀測到行星水星的凌日，這是首次從地球以外的天體觀測到行星凌日。

## 其它用途
該術語也用於描述所有行星都在太陽同一側的情況，儘管它們不一定在一條直線上，例如 1982 年 3 月 10 日。

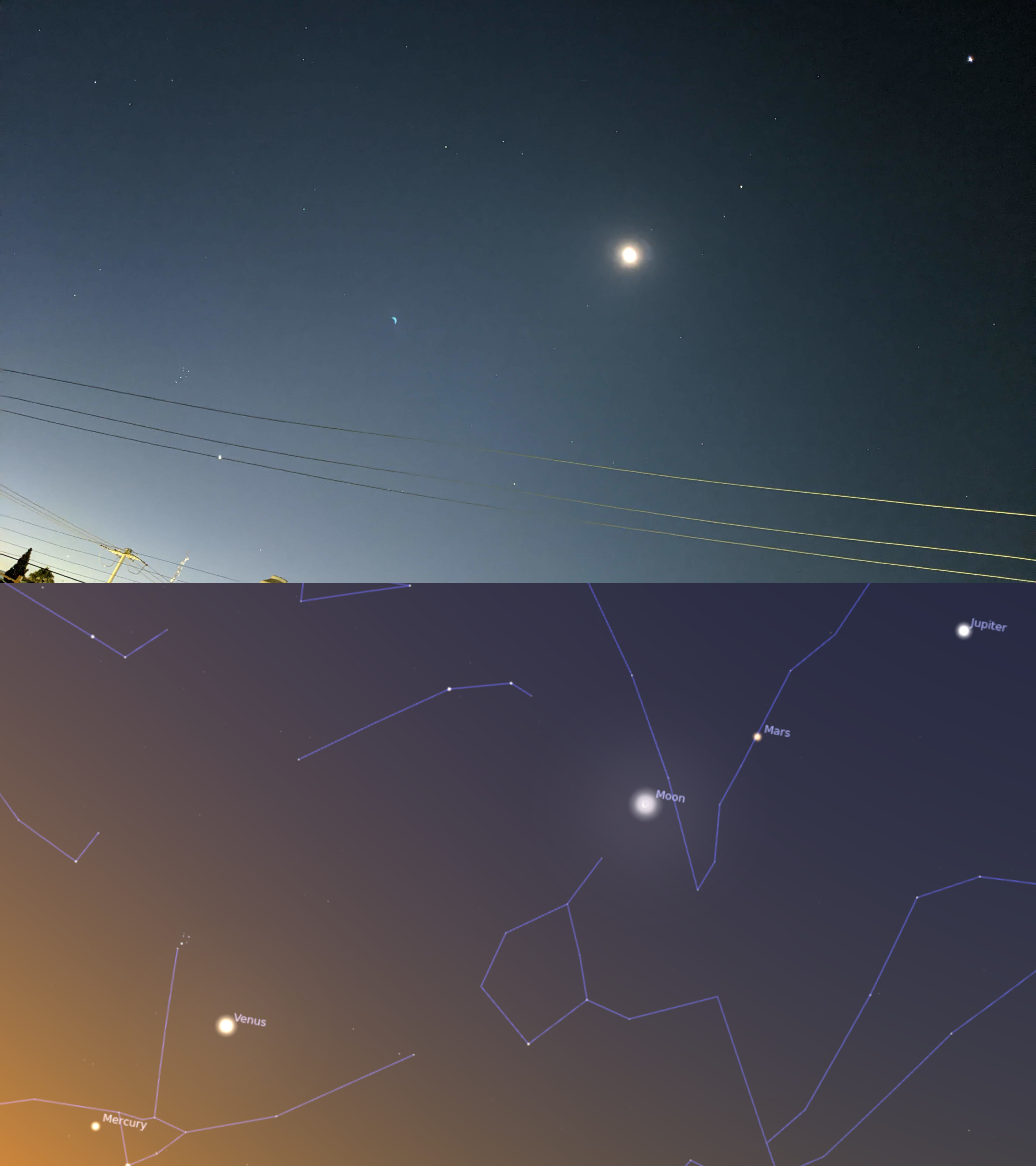
涉及水星、金星、木星和土星的明亮行星排列；月亮也被顯示為最亮的物體。

因為太陽系中所有行星（以及月球）的軌道都只傾斜了幾度，所以它們總是出現在我們天空中的黃道附近。因此，儘管「視行星排列」可能顯示為一條線（實際上是一條大弧線），但行星不一定在太空中對齊。